# Veronika Deseniška
Veronika Deseniška, grofica Celjska, hrvaška plemkinja, druga žena Friderika II. Celjskega, * med 1380 in 1400, † 17. oktober 1425 ali 17. oktober 1428, Grad Ojstrica.
Poroka je bila nezaželena, zaradi česar je bila proti Veroniki sprožena gonja. Prišlo je do prvega zabeleženega čarovniškega procesa na Slovenskem – edinega v srednjem veku. Čeprav je bila pred sodiščem oproščena, so jo umorili.

## Življenje
O prvem delu njenega življenja nimamo podatkov. S Friderikom II. Celjskim se je Veronika poročila leta 1424 ali 1425, nekaj let zatem, ko je v sumljivih okoliščinah umrla njegova prva žena Elizabeta Frankopanska (obstaja sum, da jo je umoril prav Friderik II.), kar je že povzročilo ohladitev odnosov med Friderikom II. in njegovim očetom Hermanom II. Celjskim. Veronika je bila plemkinja nižjega stanu, po rodu iz Dišnika, poroke med nižjim in višjim plemiškim stanom pa so bile med plemstvom neodobravane. Herman II. je bil zaradi vseh teh dogodkov jezen, ker je bila čast celjske dinastije s Friderikovimi dejanji omadeževana, in ker je imel s Friderikom druge načrte. Friderik se je pred očetom skrival, a ga je v past zvabil njegov svak, ogrski kralj Sigismund Luksemburški.
Med tem ko je bil Friderik II. v ujetništvu pri svojem očetu, so Hermanovi ljudje iskali Veroniko, ki se je nekaj časa v veliki stiski in bedi skrivala v divjini, nekaj časa pa preživela skrita na gradu Vurberk pri Frideriku IX. Ptujskem.  Ko so jo ujeli in privedli v Celje, jo je Herman II. obtožil, da ga je hotela zastrupiti in da je s čarovništvom obnorela njegovega sina, da jo je poročil. Proces proti Veroniki Deseniški je prvi zabeležen čarovniški proces na Slovenskem. Veronika je imela dobrega zagovornika, zato jo je sodišče oprostilo krivde, kljub temu pa jo je dal Herman II. zapreti v grad Ojstrico, kjer so jo  17. oktobra 1425 (morda istega datuma leta 1427 ali 1428) umorili tako, da so jo utopili v kadi. Po ljudskem izročilu naj bi po naročilu Hermana II. to storil celjski vazal, vitez Jošt Soteški (nem. Jobst von Helfenberg), vendar mu usmrtitve na podlagi do sedaj znanih virov ni mogoče pripisati in glede na njegov kasnejši položaj na dvoru Friderika II. Celjskega (v zgodnjih 50. letih 15. stoletja je bil njegov dvorni mojster), je verjetno, da je tudi ni izvedel.
Pokopali so jo v Braslovčah, Friderik II. pa jo je kasneje dal prekopati v samostansko cerkev Kartuzijanskega samostana Jurklošter. Lik Veronike Deseniške je navdihnil več umetniških literarnih del med Slovenci, Hrvati, Nemci, Italijani in Čehi, pri Slovencih pa tudi eno opero  ter slovensko pesem z naslovom "Veronika" s katero je Raiven Slovenijo zastopala na tekmovanju za pesem Evrovizije 2024 v švedskem mestu Malmö.

## Veronika Deseniška v kulturi

### Leposlovje
- 1817: Matija Schneider, drama Ulrich Graf Zellsky
- 1851: Josipina Urbančič - Turnograjska, povest Nedolžnost in sila
- 1863: Jožef Iskrač, epska pesem Veronika Deseniška
- 1867: Anton Turkuš, drama Veronika Deseniška
- 1880: Josip Jurčič, drama Veronika Deseniška
- 1909–1910: Marica Gregorič Stepančič, drama Veronika Deseniška
- 1922–1933: Dragan Šanda, drame Grofov Celjskih pentalogija
- 1924: Oton Župančič, drama Veronika Deseniška
- 1928: Anton Novačan, drama Herman Celjski I.
- okoli 1930: Rajko Vrečer, drama Ulrik grof celjski in Teharjani
- 1932: Bratko Kreft, drama Celjski grofje
- 1940: Ana Wambrechtsamer, roman Danes grofje celjski in nikdar več, prevod Niko Kuret
- 1943: Danilo Švara, opera Veronika Deseniška
- 1968: Franček Rudolf, drama Celjski grof na žrebcu
- 1974: Franček Rudolf, veseloigra Veronika
- 1974: Sandi Sitar, roman z Desenic Veronika z Desenic
- 1980: Matjaž Kmecl, drama Friderik in Veronika
- 2016: Ivan Sivec, roman Samotna divja roža

#### Tujejezična dela
Veroniko Deseniško je najti tudi v hrvaških, čeških, italijanskih in nemških literarnih delih:
- 1831: D. Rakovac
- 1851: D. Jarnević
- 1879: F. Žigrović-Pretočki
- 1899: H. Davidović
- 1904: J. E. Tomić
- 1791: J. Kalchberg
- 1817: J. Kalchberg
- 1837–1841: Rudolf Gustav Puff
- 1863: F. Krones (s psevdonimom Frank in Jean Litahovsky)
- 1867: L. Ortenberg
- 1867: Joh. Wolf-Leitenberg, 1933
- 1838: F. Kaňka
- 1941: B. Müller (češčina, s psevdonimom Jan Greža)
- 1905: G. Vassilich (italijanščina)

### Glasba
- 1893: Viktor Parma, opera Urh, grof Celjski, besedilo Anton Funtek
- 1986: Taborgradski dečki, pesem Veronika Desinićka
- 2016: Leon Firšt, Janez Usenik, muzikal Veronika Deseniška
- 2024: Raiven, pesem Veronika (Pesem Evrovizije 2024)